# القوات الجوية الرواندية
القوات الجوية الرواندية (بالإنجليزية: Rwandan Air Force)‏ هي فرع القوات الجوية من قوات الدفاع الرواندية.

## معرض الصور

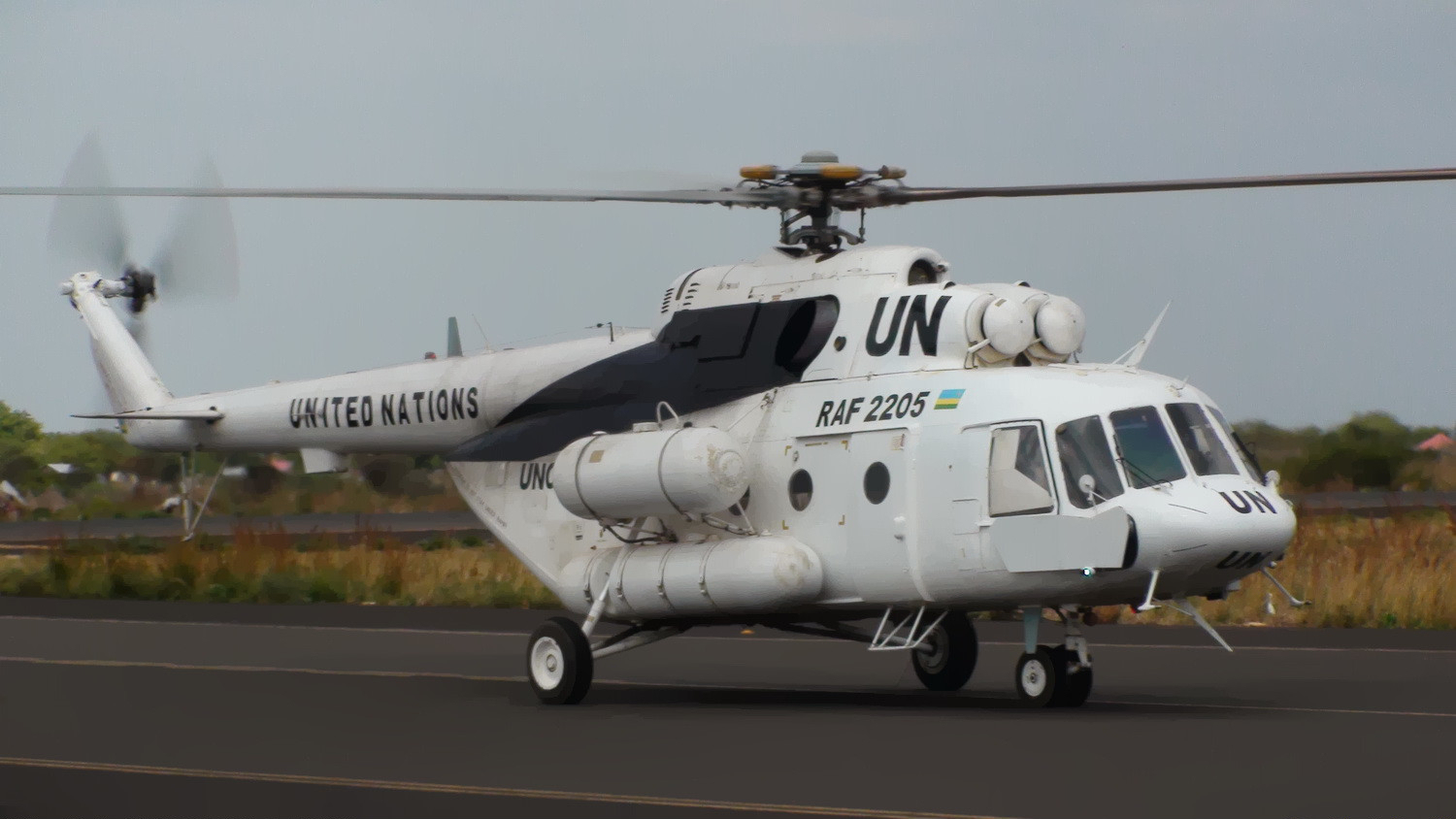
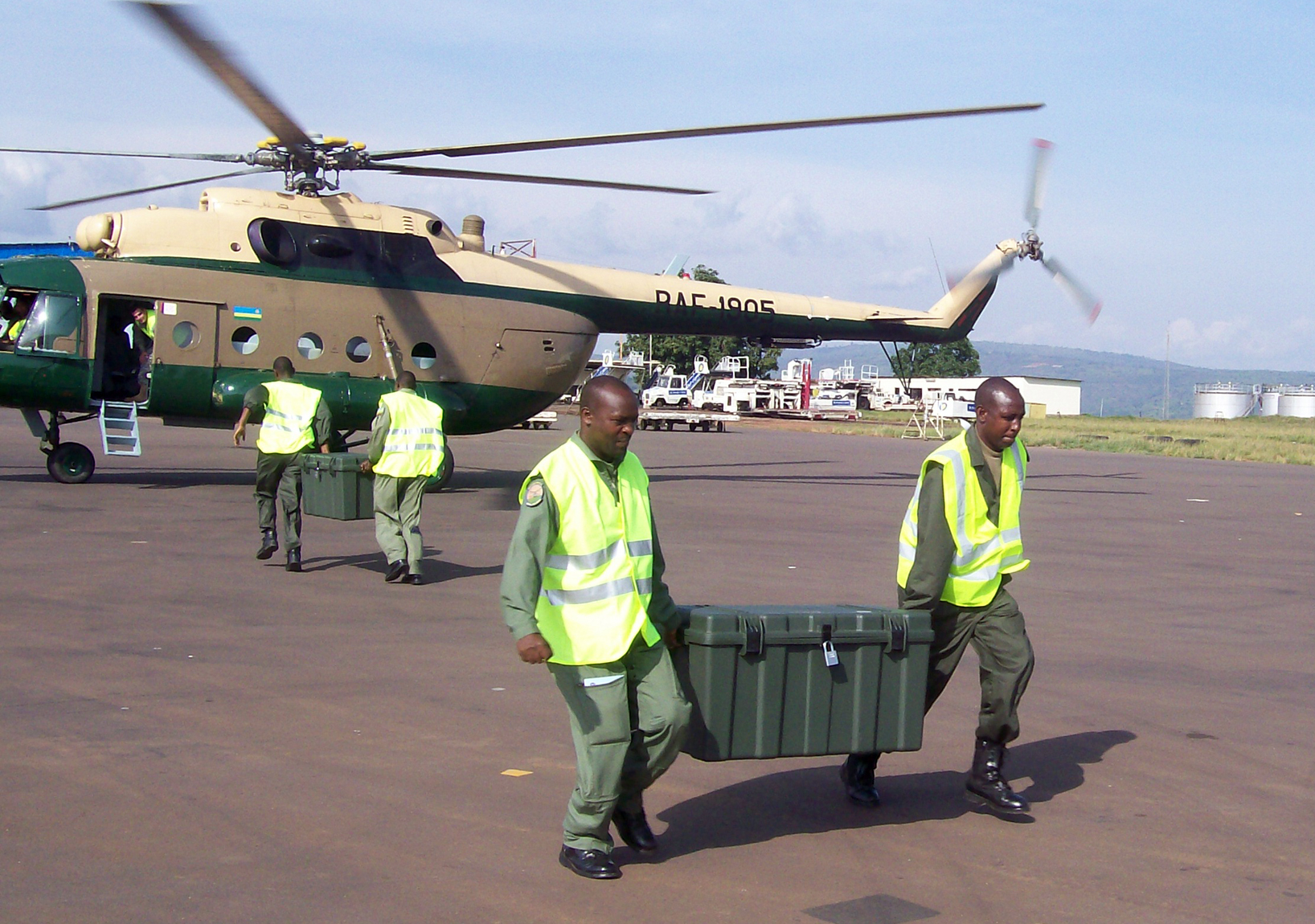
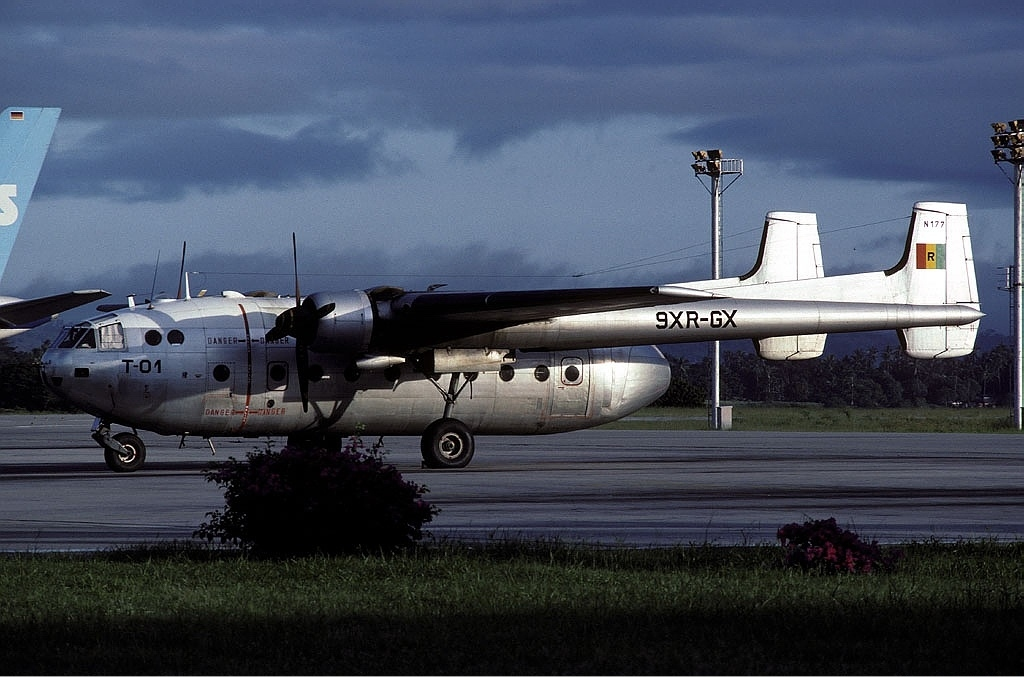
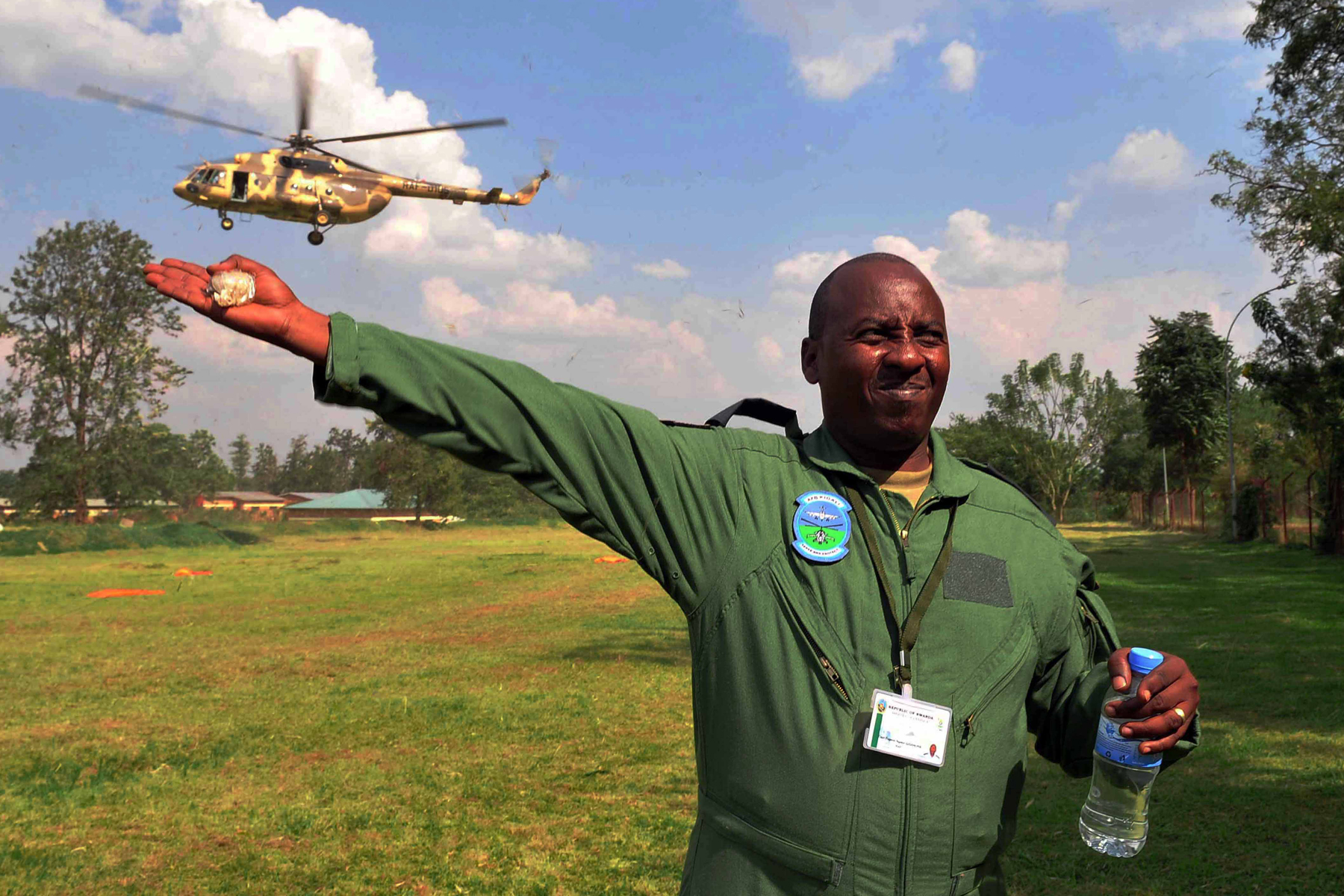